# Голенькое
Голенькое (каз. Голенькое) — пересыхающее озеро в Кызылжарском районе Северо-Казахстанской области Казахстана. Находится в пойме реки Ишим в 10 км к юго-западу от села Архангельское, северо-восточнее села Вознесенка.
По данным топографической съёмки 1940-х годов, площадь поверхности озера составляет 3,64 км². Наибольшая длина озера — 5,1 км, наибольшая ширина — 1,1 км. Длина береговой линии составляет 15,7 км, развитие береговой линии — 2,3. Озеро расположено на высоте 99,1 м над уровнем моря.